# Cent à l'heure

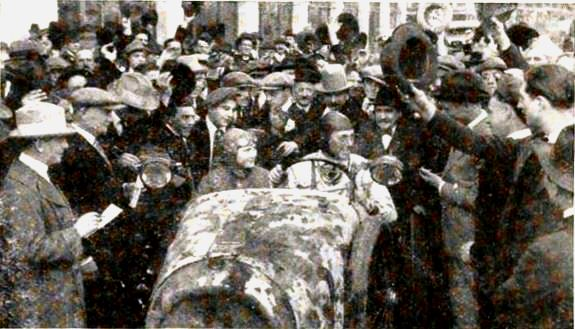
Photo extraite du film

Cent à l'heure (titre original : Across the Continent) est un film américain réalisé par Phil Rosen et sorti en 1922.

## Synopsis
Jimmy Dent, le fils de John Dent un fabricant d'automobiles, est un garçon fiable mais simple qui se fait renvoyer de l’entreprise après avoir refusé de conduire une voiture. Il se rend dans l’Ouest avec la famille Tyler, propriétaire d’une entreprise automobile rivale, dans l’une de leurs coûteuses voitures à grande vitesse. L’aîné Dent tente de battre le record de cross-country détenu par une automobile Tyler avec un véhicule Dent, mais les hommes de Tyler font une erreur à ses pilotes. Jimmy offre un prix en argent pour une course de cross-country gratuite et conduit la Dent lorsque le pilote de son père le trahit. Il dépasse la liste des pilotes lorsque la pluie dans les montagnes les attache et remporte la course au volant de la fidèle Dent. Jimmy finit par épouser Louise Fowler, l’énographe efficace de Dent aîné, qui enfile une combinaison de mécanicien pour aider à la grande finition.

## Fiche technique
- Titre original : Across the Continent
- Réalisation : Phil Rosen
- Production : Paramount Pictures
- Durée : 8 bobines
- Dates de sortie :
  - États-Unis : 29 avril 1922
  - France : 7 mars 1924

## Distribution
- Wallace Reid : Jimmy Dent
- Mary MacLaren : Louise Fowler
- Theodore Roberts : John Dent
- Betty Francisco : Lorraine Tyler
- Walter Long : Dutton Tyler
- Lucien Littlefield : Scott Tyler
- Jack Herbert : Art Roger
- Guy Oliver : Irishman
- Sidney D'Albrook : Tom Brice